# 双石井酒
双石井酒是河北省興隆縣南天门乡出产的一种白酒，为新兴的地方酒种，源于2002年当地成立的一家私企酿酒厂。双石井酒乃以燕山当地所产高粱、小麦、大麦、玉米、和豌豆这五谷酿成的清香型白酒和浓香型白酒。